# Willem Lübeck
Frederik Willem Lübeck (Rheinberg, 19 augustus 1814 – Kaldenkirchen, 19 augustus 1850) was een Duits violist, die enige tijd in Nederland werkzaam was. Naamvarianten zijn Friedrich Wilhelm Lübeck en Fredric Guillaume Lübeck.
Hij was zoon van Jean Henri/Johann Heinrich Lübeck en Christine Steinhardt. Voor wat bekendheid stond en staat hij in de schaduw van zijn broer Johann Lübeck.
Ook Willem Lübeck leerde al vroeg musiceren. Nadat de beide broers zich in Den Haag hadden gevestigd leerden ze verder aan de Koninklijke Muziekschool in Den Haag. Hij was een studiegenoot van de (eveneens veel bekendere) Johannes Verhulst. Na daar viool, piano, harmonieleer, contrapunt en compositieleer te hebben afgerond studeerde hij verder viool in Parijs. Hij sloot zich aan bij het orkest van een infanterieregiment in Düsseldorf en van daaruit als eerste violist aan bij de hofkapel van koning Willem I der Nederlanden en na het overlijden van Christiaan Joannes Lechleitner in 1837 werd hij er concertmeester. Tegelijkertijd werd hij docent viool aan genoemde muziekschool (1838-1845). Hij gaf menig soloconcert, soms met eigen werk. Anderzijds was hij kamermusicus (strijkkwartet) en leidde ook wel koren in de omgeving Den Haag. 
In 1844 vertrok Lübeck, na een tournee met Willem Pasques de Chavonnes Vrugt, naar Hannover om er tot aan zijn overlijden violist en concertmeester te worden. Daarmee verdween hij uit de Nederlandse muziekgeschiedenis.